# 静岡県歯科医師会
一般社団法人静岡県歯科医師会（しずおかけんしかいしかい 英称 Shizuoka Dental Association）は静岡県の歯科医師を会員とする法人。

## 本部所在地
- 〒422-8006 静岡県静岡市駿河区曲金三丁目3番10号

## 郡市歯科医師会
- 静岡歯科医師会 〒422-8006 静岡市駿河区曲金3-3-15
- 静岡市清水区歯科医師会 〒424-0053 静岡市清水区渋川2-12-1 静岡市清水保健福祉センター4F
- 富士宮市歯科医師会 〒418-0077 富士宮市東町9-17
- 富士市歯科医師会 〒417-0061 富士市伝法2850-3
- 駿東歯科医師会 〒410-1102 裾野市深良451 裾野市商工会館3F
- 三島市歯科医師会 〒411-0832 三島市南二日町8-35 三島市立保健センター本館2F
- 沼津市歯科医師会 〒410-0888 沼津市末広町82
- 田方歯科医師会 〒410-2318　伊豆の国市白山堂327-1 田方中消防署内（旧町村会）
- 熱海市歯科医師会 〒413-0021　熱海市清水町14-10 渓歯科医院内
- 伊東市歯科医師会 〒414-0003　伊東市中央町9-1 伊東中央歯科医院内
- 賀茂歯科医師会 〒415-0152 賀茂郡南伊豆町湊337-2　平野歯科医院内
- 榛原歯科医師会 〒421-0422 牧之原市静波1699-15 榛原医師会館内
- 藤枝歯科医師会 〒426-0078 藤枝市南駿河台1-14-1 藤枝市保健センター内
- 焼津市歯科医師会 〒425-0035 焼津市東小川1-8-1 焼津市保健センター内
- 島田市歯科医師会 〒427-0041 島田市中河町283-1 島田市保健福祉センター内
- 小掛歯科医師会 〒436-0068 掛川市御所原9-2 掛川医療センター内
- 磐周歯科医師会 〒438-0078 磐田市中泉281-1 磐田商工会館2F 206
- 浜松市歯科医師会 〒432-8023 浜松市中区鴨江2-11-2 浜松市口腔保健医療センター2F
- 浜名歯科医師会 〒431-0302 湖西市新居町新居100-3 遠藤歯科医院内